# Dreamland (parque de atracciones)
Dreamland fue un ambicioso parque de atracciones ubicado en Coney Island, Brooklyn, Nueva York, que existió de 1904 a 1911. Fue el último, y considerado el más grande de los tres originales grandes parques icónicos construidos en Coney Island; los otros dos eran el Steeplechase Park y el Luna Park.

## Historia y descripción

### La creación de Dreamland
El parque fue fundado por William H. Reynolds, ex senador estatal y exitoso promotor inmobiliario de Brooklyn. Diseñó el parque para competir con Luna Park, un parque de atracciones vecino, inaugurado en 1903. Dreamland supuestamente iba a ser refinado y elegante en su diseño y arquitectura, frente a Luna Park, con muchas atracciones y ruido caótico.
Reynolds compró una parcela de 6,1 ha (15 acres) entre avenida Surf y la calle Octava sobre la que construir el parque, utilizando testaferros con el fin de ocultar sus verdaderas ambiciones para la parcela. Una vez que compró el sitio, utilizó su poder político para demoler la calle Octava con el fin de ampliar los terrenos. Hoy en día, el sitio está cerca de la estación de metro de West Eight Street sita enfrente de Culver Depot, terminales TMO Brighton Línea y BMT Línea Culver del Metro de Nueva York. El sitio es ahora la ubicación del Acuario de Nueva York y la estación de metro cercana.

### Descripción

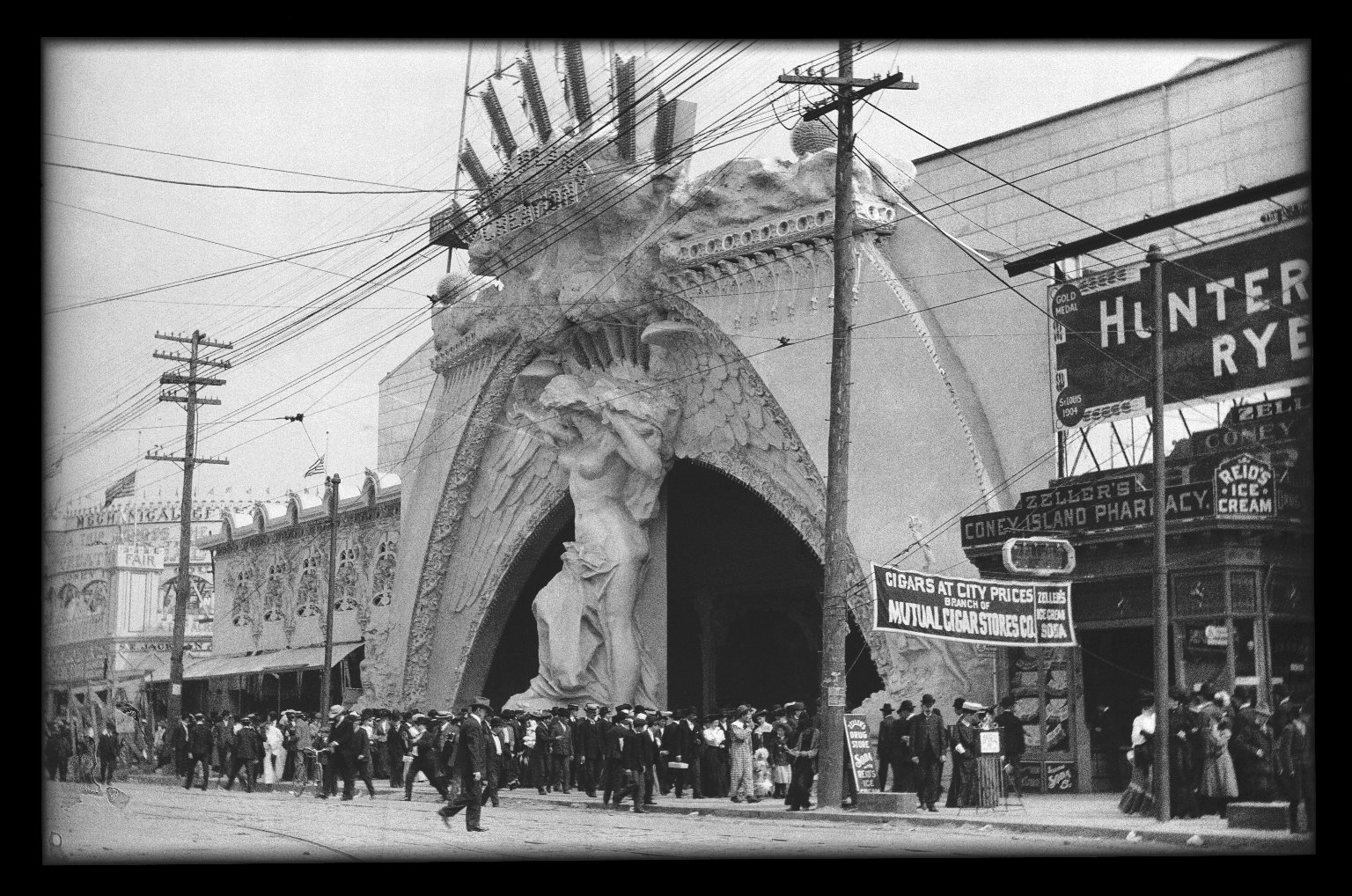
La entrada a Dreamland en la avenida Surf, un portal sujetado por un enorme ángel femenino semidesnudo con sus alas extendidas. Eugene Wemlinger, 1908. Museo de Brooklyn.

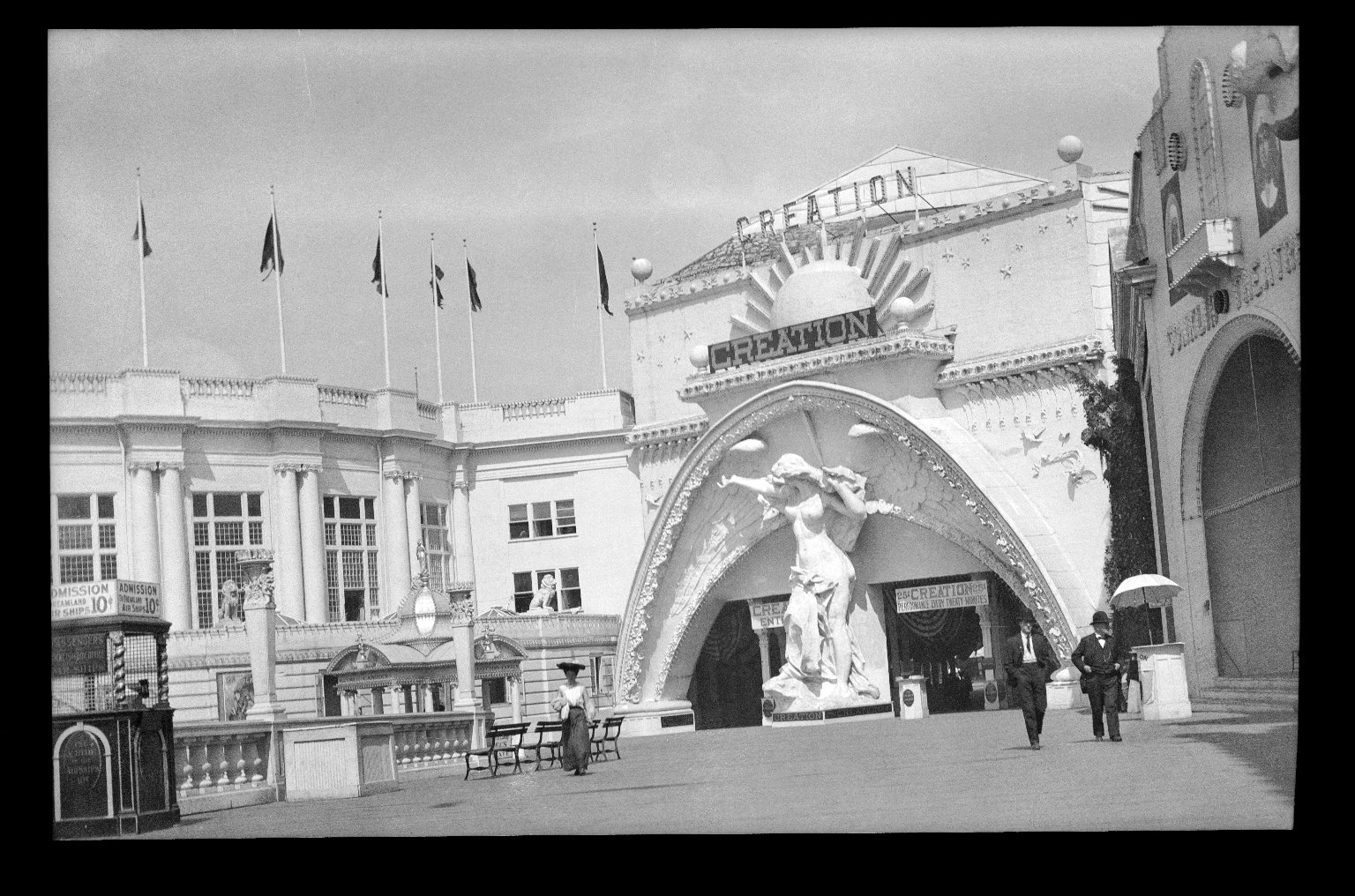
Dreamland Eugene Wemlinger, 1907. Museo de Brooklyn.

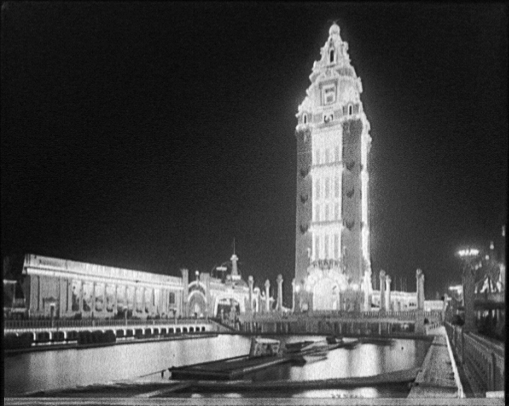
La gran torre central de noche. El parque estaba iluminado con un millón de luces eléctricas.

Inaugurado el 15 de mayo de 1904, Dreamland ("Tierra de los Sueños" en español) era un parque en el que todo tenía reputación de ser más grande que su vecino, el Luna Park. Tenía una gran torre central y un millón de bombillas eléctricas iluminaban el contorno de sus edificios, Tenía cuatro veces más luces que Luna Park. Dreamland ofrecía entretenimiento y espectáculos dramáticos de primera clase basados en temas tales como "El fin del mundo" y el teatro oriental de la "Fiesta del rey Baltasar y la destrucción de Babilonia." También se contó con elegante arquitectura, blancas e inmaculadas torres, y algunas exposiciones educativas, junto con las atracciones.

### La destrucción

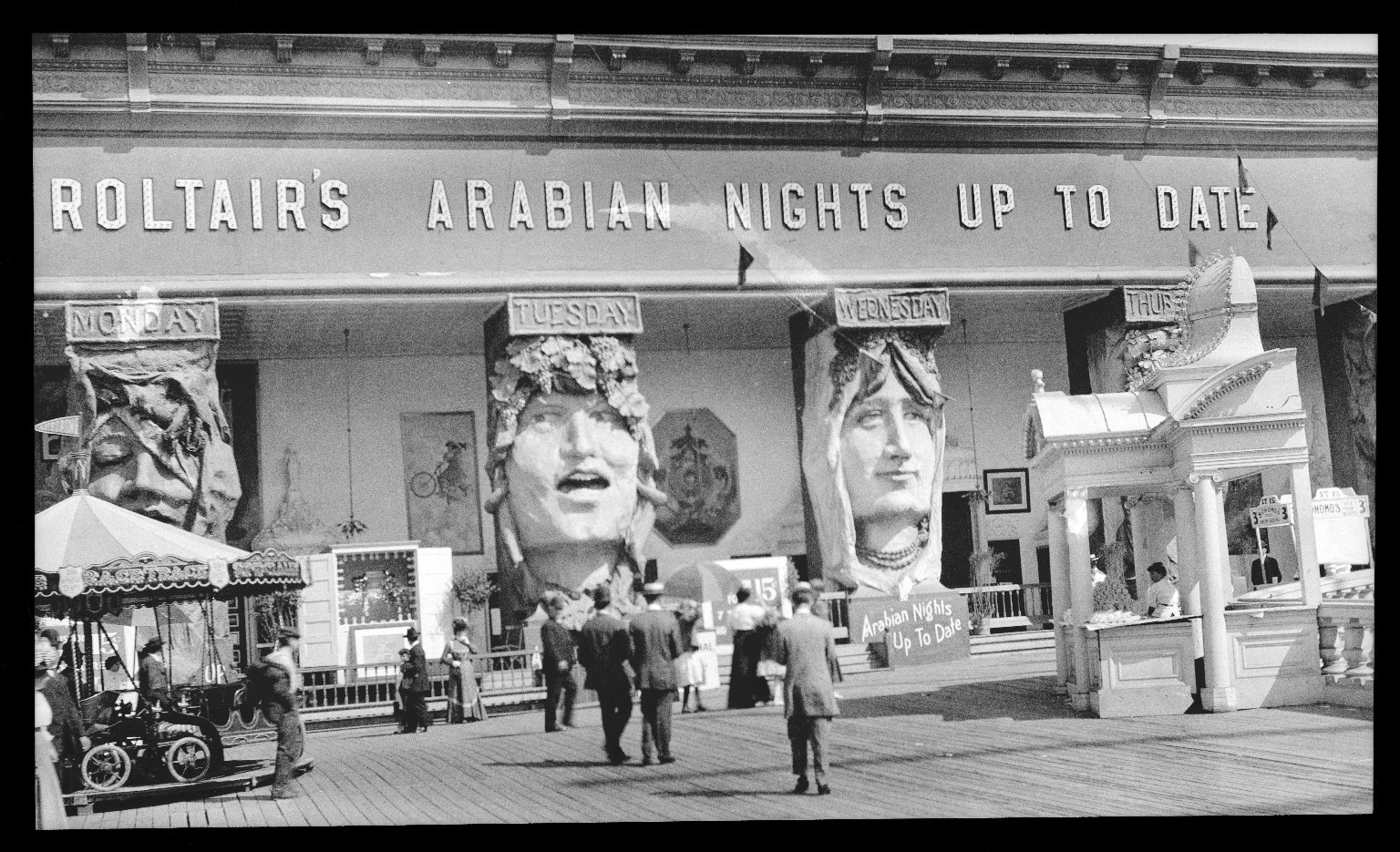
Dreamland Eugene Wemlinger, 1908. Museo de Brooklyn.

A pesar de sus muchos atractivos, Dreamland tuvo dificultades para competir con Luna Park, que era mejor gestionado. En la preparación para su temporada de 1911, se realizaron muchos cambios. Samuel W. Gumpertz (más tarde director de los hermanos Ringling y Barnum & Bailey Circus) fue puesto al mando del parque. Los edificios, originalmente pintados de blanco, en una apuesta por la elegancia, fueron repintados en colores brillantes. En la noche antes del día de la inauguración, una atracción llamada la Puerta del Infierno, en la que los visitantes daban un paseo en barco por aguas tumultuosas a través de oscuras cavernas, fue sometida a una reparación de última hora por parte de una compañía de techado, propiedad de Samuel Engelstein. Una fuga tuvo que ser calafateada con brea. Durante estas reparaciones, cerca de la 1:30 de la madrugada del 27 de mayo de 1911, las bombillas que iluminaban las operaciones comenzaron a explotar, tal vez debido a un fallo eléctrico. En la oscuridad, un trabajador pateó un cubo de brea caliente, y de pronto la Puerta del Infierno estaba en llamas.
El fuego se extendió rápidamente por todo el parque. Los edificios estaban hechos de marcos de chapa (tiras delgadas de madera) cubiertos con staff (una mezcla de yeso de París moldeable y fibra de cáñamo). Ambos materiales eran altamente inflamables, y, como eran comunes en los parques de atracciones de Coney Island, los incendios eran un problema persistente allí. Debido a esto, se construyó una nueva bomba de alta presión en la estación de bombeo de agua entre Twelle y la avenida Neptuno un par de años antes, pero esa noche no funcionaba. Había agua a mano, pero no fue suficiente para contener el fuego que envolvía el parque. Un hotel adyacente también se quemó en el incendio.
El caos se desató mientras el parque era pasto de las llamas. Por la mañana, el fuego estaba contenido y Dreamland destruido por completo; nunca fue reconstruido.
Casi diez años después del fuego, Reynolds, por entonces propietario de la mayoría de Dreamland, utilizó sus contactos en la política para que Nueva York comprara los terrenos en los que había estado Dreamland. La ciudad pagó por los terrenos 1,8 millones de dólares.